# مارته اولسبو رویسلاند
مارته اولسبو رویسلاند (نروژی: Marte Olsbu Røiseland؛ زادهٔ ۷ دسامبر ۱۹۹۰) ورزشکار دوگانه اهل نروژ است.

## زندگی شخصی
اولسبو رویسلاند در 7 دسامبر 1990 به دنیا آمد. او با اسوره اولسبو رویسلاند ازدواج کرده است.
او ساکن فرولند، نروژ است.